# Aggiungi un posto a tavola
Aggiungi un posto a tavola (traduction littérale « Ajoute une place à table ») est une comédie musicale en deux actes de Garinei et Giovannini  et Iaia Fiastri réalisée en 1961 et inspirée de After Me, the Deluge de  David Forrest. 

## Histoire
L'histoire, librement inspirée de After Me, the Deluge de David Forrest, raconte les aventures de Don Silvestro, curé d'un petit village de montagne, qui reçoit un jour un appel téléphonique inattendu celui de Dieu qui lui demande de construire une nouvelle arche pour sauver le pays du deuxième déluge universel. Le jeune curé, aidé par ses compatriotes, réussit le challenge, malgré l'avidité du maire Crispino qui tente de l'en empêcher et l'arrivée de Consolation, une femme de coutumes faciles, qui va mettre à rude épreuve les hommes du village, mais qui va tomber amoureuse de Toto et accepte de l'épouser.
Quand vient le moment de monter sur l'arche, un cardinal envoyé de Rome convainc les gens du village de ne pas suivre Don Silvestro, l'accusant de folie, de sorte que sur l'arche, sous le déluge, Silvestro se retrouve seulement avec Clémentina, la fille du maire follement amoureuse de lui. Mais Silvestro décide finalement décide de ne pas quitter son pays et ses amis. Dieu, voyant son projet échouer, fait cesser les inondations. Pour fêter la fin heureuse,  Don Silvestro ajoute une place à la table pour... Lui.

## Notice technique
- Réalisation : Pietro Garinei et Sandro Giovannini
- Musique : Armando Trovajoli
- Chorégraphie : Gino Landi
- Reprises théâtrales : Gianluca Guidi
- Direction musicale : Maurizio Abeni[2]

## Première
La première édition d'Aggiungi un posto a tavola a eu lieu au teatro Sistina à Rome le 8 décembre 1974, après 70 jours de répétitions. Le spectacle apprecié par le public est resté sur scène pendant six mois, une saison entière, ce qui n'était jamais arrivé auparavant.
La comédie est un succès et est adaptée dans le monde entier. Une version anglaise intitulée Beyond the Rainbow avec des paroles de Leslie Bricusse, a été jouée  en novembre 1978 au Adelphi Theatre dans le West End de Londres pendant six mois.

## Distribution de la première édition
- Johnny Dorelli: Don Silvestro
- Paolo Panelli: il Sindaco
- Bice Valori: Consolazione
- Ugo Maria Morosi: Toto
- Daniela Goggi: Clementina
- Christy: Ortensia
- Carlo Piantadosi: Il cardinale
- Renato Turi: La «Voix de la haut  »[2]

## Chansons

### Acte I
- Aggiungi un posto a tavola
- Peccato che sia peccato
- Sono calmo
- Concerto per prete e campane
- Buttalo via
- Notte da non dormire
- Consolazione
- Notte da non dormire (reprise)
- L'amore secondo me
- Una formica è solo una formica

### Acte 2
- La ballata di San Crispino
- Peccato che sia peccato (reprise)
- Clementina
- Ti voglio
- Quando l'arca si fermerà
- L'amore secondo me (reprise)
- Aggiungi un posto a tavola (final)[2]